# Урочище Терешкове
Урочище Терешкове — гідрологічний заказник місцевого значення. Об'єкт розташований на території Ратнівського району Волинської області, с. Велимче.
Площа — 9,3000 га, статус отриманий у 1994 році.